# Вяликова, Ольга Петровна
Ольга Петро́вна Вяликова (26 марта 1954 — 15 июля 2019) — советская и российская актриса театра и кино.

## Биография
Окончила Театральный институт имени Бориса Щукина (1975, курс Л.В.Ставской). С 1975 года актриса в Московском театре Комедии, с 1980 года актриса Театра Российской армии в Москве.

### Личная жизнь
Муж — музыкант Александр Москвитин, в течение длительного времени заведовавший в Театре армии музыкальной частью и исполнявший обязанности дирижёра театрального симфонического оркестра. Сын - журналист - Александр Москвитин-мл. Отец - генерал-майор авиации Петр Вяликов.

## Творчество

### Фильмография
- 1978 — Любовь моя, печаль моя — эпизод
- 1978 — Обыкновенное чудо — фрейлина
- 1982 — Похождения графа Невзорова — аристократка
- 1983 — И жизнь, и слёзы, и любовь — Софья Сербина
- 2004 — Долгое прощание — сотрудник литчасти театра
- 2004 — Московская сага — эпизод
- 2010 — Глухарь-3 — мать Александра
- 2011 — Каменская-6 — мать Мусатова
- 2013 — Всё сначала — Зинаида Богдановна, няня Насти
- 2013 — Пятая стража — эпизод
- 2015 — Побег из Москвабада — Мироновна
- 2018 — Расплата — Валентина Ивановна

### Телевизионный спектакль
- 1984 — Эхо — Алла

### Роли в театре
- 1993—1995 — Орестея

### Озвучивание и дублирование
- 1971 — Лаутары — Лянка (роль Ольги Кымпяну)